# Wohnhaus Lyckallee 30

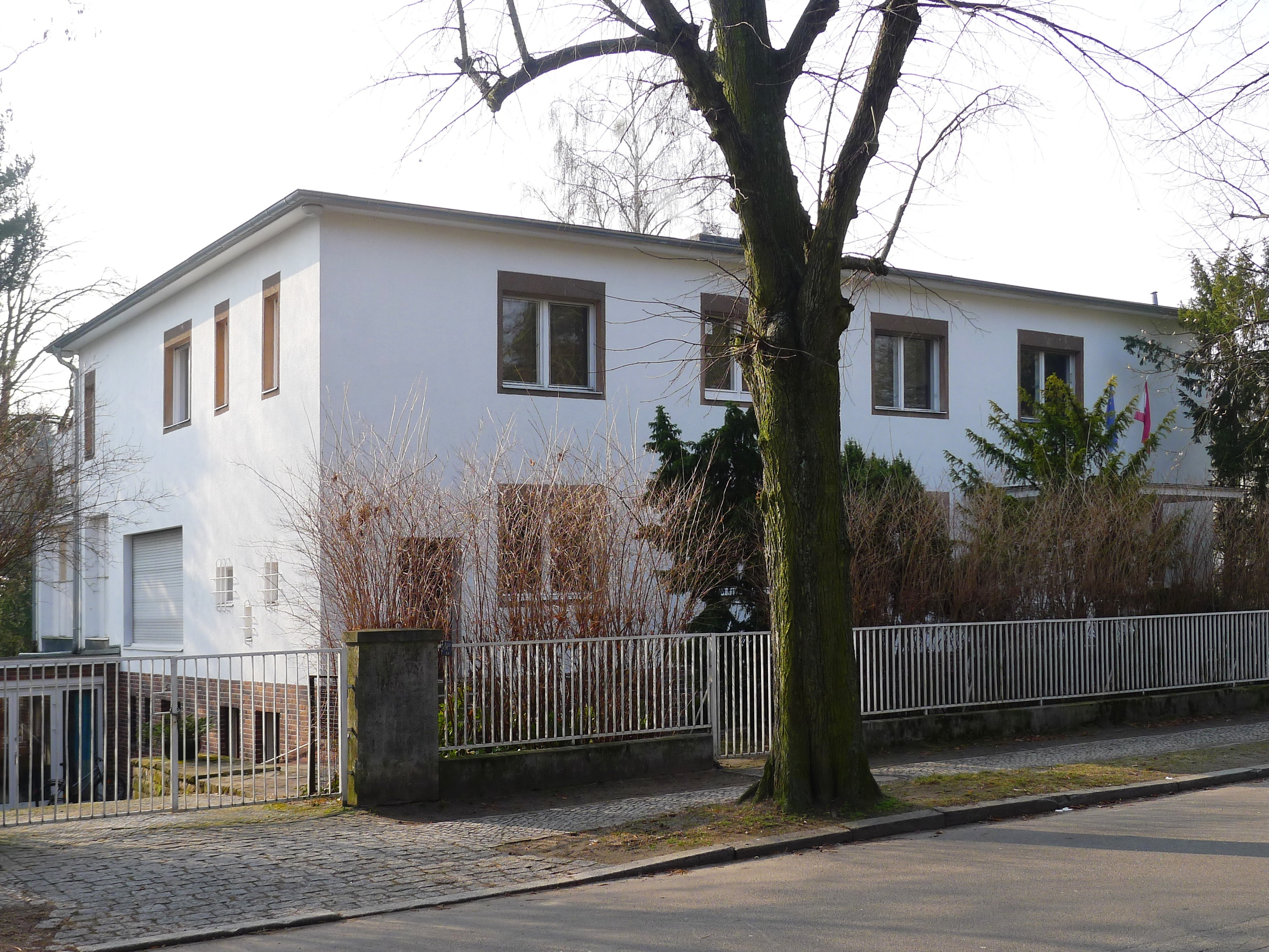
Straßenseitige Ansicht des Hauses Lyckallee 30, Zustand 2014.

Das Wohnhaus Lyckallee 30 ist ein Baudenkmal im Berliner Ortsteil Westend im Bezirk Charlottenburg-Wilmersdorf. Der Bau erfolgte für die jüdische Kaufmannsfamilie Meyer 1929/1930.

## Geschichte
Das Wohnhaus wurde in den Jahren 1929 bis 1930 nach einem Entwurf von Fritz Marcus für die in Amsterdam ansässige Naamloose Vennootschap voor Bankcommissiezaken en Beheer (Deutsch: Namenlose Gesellschaft für Angelegenheiten und Verwaltung der Bankenkommission) errichtet. Die Bauausführung übernahm das Baugeschäft Conrad Arthur. Ziel war es, ein modernes Einfamilienhaus für eine dreiköpfige Familie zu schaffen.
Im Jahr 1930 gibt das Berliner Adressbuch unter Lyckallee 30 und 32 Baustellen an. In den folgenden Jahren hat die Adressbuch-Redaktion diese Grundstücke nicht ausgewiesen, es fehlen die Hausnummern 18 bis 26.
Nach Ende des Zweiten Weltkriegs, 1948 wurde das Grundstück für einen benachbarten Neubau an der Hohensteinallee verkleinert. In den Folgejahren kam es zu mehreren Umbauten des Hauses: 1955 wurde der Außenputz erneuert, 1958 ließen die neuen Besitzer Einbauschränke nach Plänen von Paul Baumgarten hinzufügen.
Ab 2003 erfolgte der Umbau zur Kindertagesstätte durch das Architekturbüro Müller Reimann. Die bauzeitliche Grundstruktur blieb im Äußeren erhalten.

## Architektur
Die Gestaltung des Hauses erfolgte im Stil der Klassischen Moderne: klare Kubaturen, sachliche Fassadengliederung und funktionaler Grundriss. 
Das zweigeschossige, verputzte Wohnhaus wird von einem flachen Walmdach abgeschlossen und ist über einen kleinen Vorgarten von der Straße abgesetzt. Die Straßenfassade zeigt eine klare Achsengliederung mit symmetrischer Fensteranordnung, die durch einen asymmetrisch gesetzten Eingang unterbrochen wird. Dieser ist durch ein freitragendes Vordach und schlitzartige Fenster betont.
Die Gartenseite zeigt zwei gestalterisch markante Elemente: einen halbrunden Baukörper mit Altan im Westen sowie eine schwungvolle Terrasse mit Freitreppe im Süden. Relingartige Geländer verweisen auf maritime Gestaltungseinflüsse der 1920er Jahre. Innen war das Erdgeschoss mit Küche und Gesellschaftsräumen belegt, das Obergeschoss beherbergte die Schlafzimmer mit Zugang zu Altan und Balkon.

## Nutzung und Bewohnergeschichte
Erbaut wurde das Haus für die Familie Meyer. Die Bauherren Moritz, Theo und Mea Meyer konnten es nur zwei Jahre bewohnen, bevor sie 1933 vor den Nationalsozialisten ins Exil flohen. Ihr Sohn Theo wurde 1943 in Auschwitz ermordet, der Vater starb in französischer Internierungshaft, nur Mea Meyer überlebte. Die Geschichte der Familie wurde durch Jo Glanville, eine Nachfahrin, im Rahmen des Projekts Denk Mal Am Ort dokumentiert.

## Der Architekt Fritz Marcus
Fritz Marcus (1888–1975) war ein deutsch-jüdischer Architekt, der in den 1920er Jahren in Berlin moderne Wohnbauten entwarf. Seine Arbeiten sind dem Neuen Bauen zuzurechnen und zeichnen sich durch Funktionalität und klare Formensprache aus. 1933 emigrierte Marcus über Spanien nach London und unterrichtete dort an der Central School of Arts and Crafts. In London war er Teil eines Kreises exilierter deutsch-jüdischer Architekten, u. a. mit Ernst Freud.

## Denkmalschutz
Das Wohnhaus Lyckallee 30 steht unter Denkmalschutz und ist in der Denkmaldatenbank des Landesdenkmalamts Berlin unter der Objekt-Dokumentationsnummer 09096330 registriert.